# 21.ª edición de los Premios Óscar
La 21.ª edición de los Premios Óscar se celebró el 24 de marzo de 1949 en el Academy Award Theater de Los Ángeles, California, y fue conducida por el actor Robert Montgomery.
Esta fue la primera edición de los premios en la que la mejor película no fue una producción de Hollywood (Hamlet), y la primera vez en la que el director de esa película ganaba el Óscar como mejor actor (Laurence Olivier).
En esta edición se concedió por primera vez el premio al mejor diseño de vestuario.
John Huston dirigió dos películas por las que sus intérpretes consiguieron ganar el Óscar: su padre, Walter Huston, por El tesoro de Sierra Madre; y Claire Trevor por Key Largo. La familia Huston family ganó 3 premios esa noche.
La ceremonia se trasladó del Shrine Auditorium al propio teatro de la Academia, principalmente porque los grandes estudios de Hollywood retiraron su apoyo financiero para disipar rumores de posibles influencias de votos.
Humphrey Bogart no consiguió su nominación como mejor actor por El tesoro de Sierra Madre, hecho considerado uno de los mayores desaires de la Academia en su historia.
Juana de Arco se convirtió en la primera película en recibir 7 nominaciones sin ser nominada como Mejor película. 
Hamlet fue la quinta película en ganar el premio a la mejor película sin recibir nominación por guion; la siguiente sería The Sound of Music en la 38.ª Ceremonia. Jane Wyman fue la primera intérprete desde que comenzó la época sonora en ganar un premio por su interpretación sin pronunciar ninguna palabra; Belinda fue la cuarta película en recibir nominaciones en las cuatro categorías interpretativas.
I Remember Mama recibió 4 nominaciones interpretativas pero no recibió la nominación a mejor película, igualando el récord de My Man Godfrey en 1936. Otras dos películas a lo largo de la historia han repetido este hecho: Otelo (1965) y La duda (2008).

## Ganadores y nominados

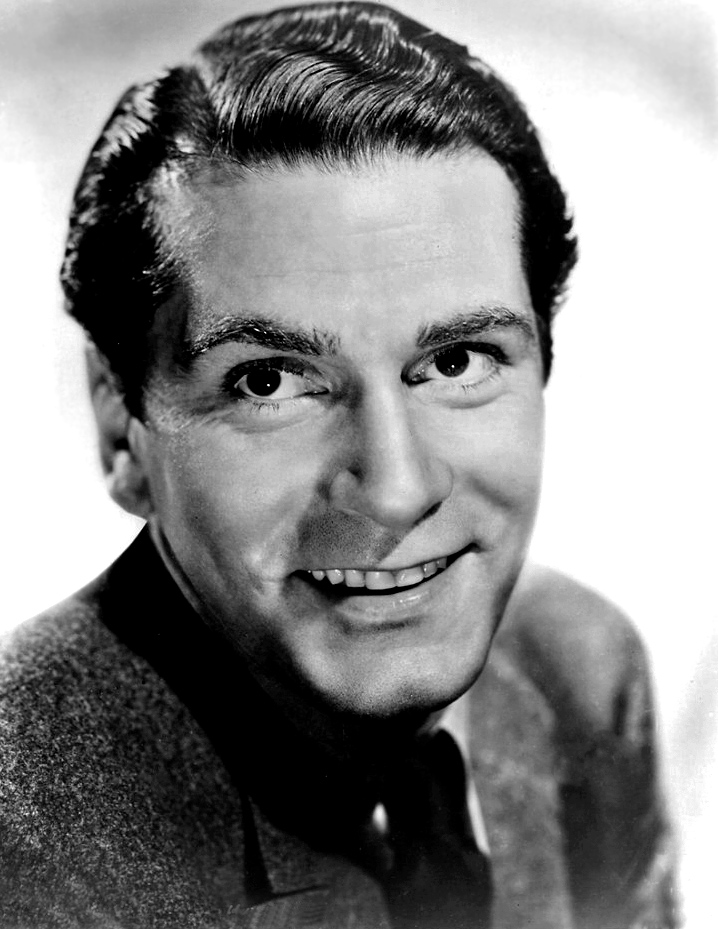
Laurence Olivier fue el ganador del Óscar al mejor actor por Hamlet.

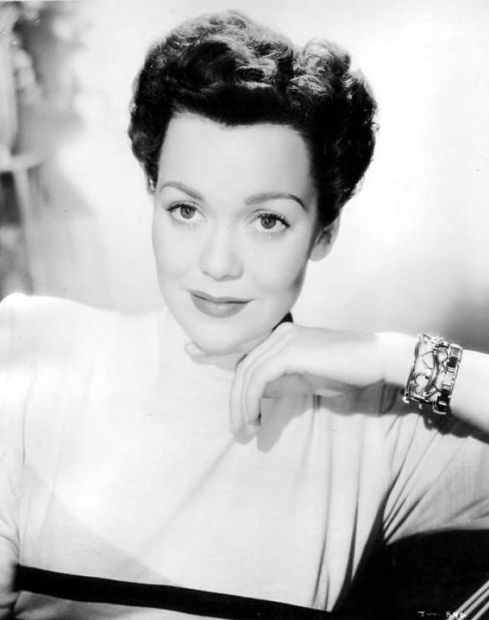
Jane Wyman fue la ganadora del Óscar a la mejor actriz por Belinda.

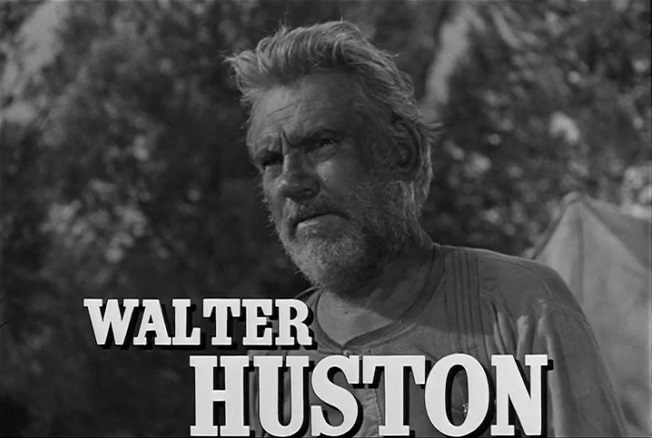
Walter Huston fue el ganador del Óscar al mejor actor de reparto por El tesoro de Sierra Madre.

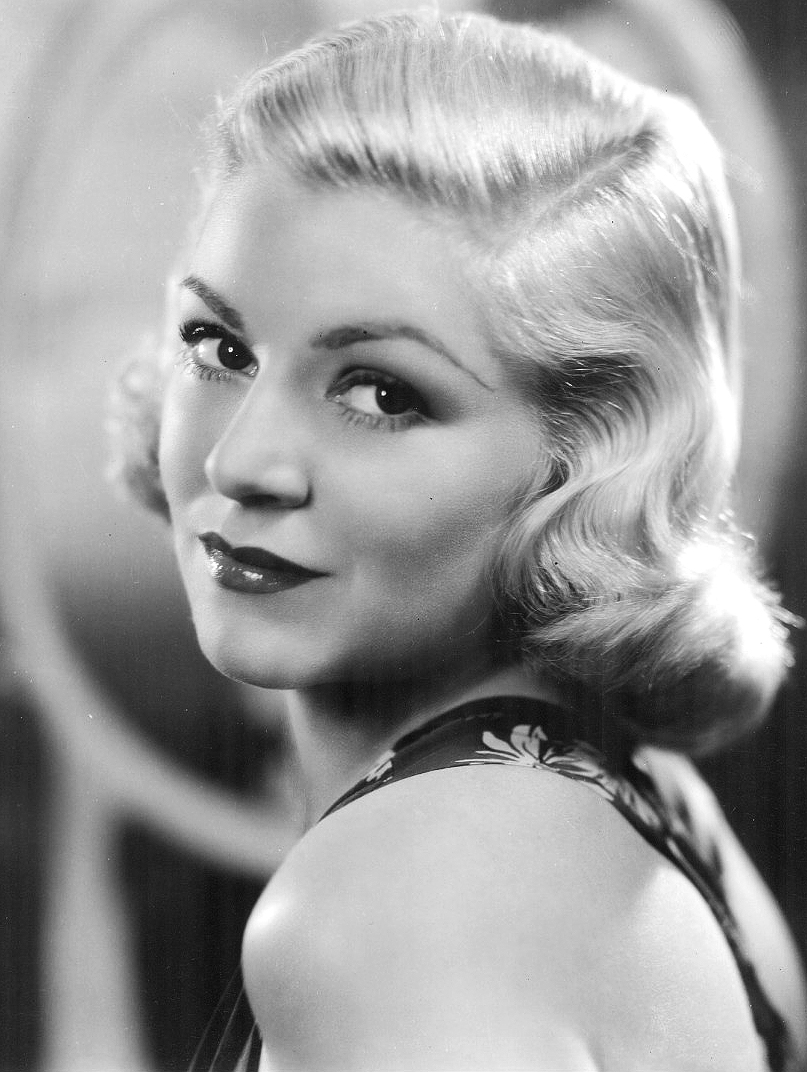
Claire Trevor fue la ganadora del Óscar a la Mejor actriz de reparto por Key Largo.

Indica el ganador dentro de cada categoría.
| Mejor película Presentado por: Ethel Barrymore Hamlet — Universal Studios y General Film Distributors, Ltd. - Belinda — Warner Bros. - The Red Shoes (Las zapatillas rojas) — Eagle-Lion Films y General Film Distributors, Ltd. - The Treasure of the Sierra Madre (El tesoro de Sierra Madre) — Warner Bros. - The Snake Pit (Nido de víboras) — 20th Century Fox | Mejor dirección Presentado por: Frank Borzage John Huston - The Treasure of the Sierra Madre (El tesoro de Sierra Madre) - Anatole Litvak – The Snake Pit (Nido de víboras) - Jean Negulesco – Belinda - Laurence Olivier – Hamlet - Fred Zinnemann – The Search (Los ángeles perdidos) |
| Mejor actor Presentado por: Loretta Young Laurence Olivier – Hamlet, como Hamlet - Lew Ayres – Belinda, como el Dr. Robert Richardson - Montgomery Clift – The Search (Los ángeles perdidos), como Ralph "Steve" Stevenson - Dan Dailey – When My Baby Smiles at Me, como "Skid" Johnson - Clifton Webb – Sitting Pretty (Niñera moderna), como Lynn Aloysius Belvedere | Mejor actriz Presentado por: Ronald Colman Jane Wyman – Belinda, como Belinda MacDonald - Ingrid Bergman – Joan of Arc (Juana de Arco), como Juana de Arco - Olivia de Havilland – The Snake Pit (Nido de víboras), como Virginia Stuart Cunningham - Irene Dunne – I Remember Mama (Nunca la olvidaré), como Marta "Mama" Hanson - Barbara Stanwyck – Sorry, Wrong Number (Voces de muerte), como Leona Stevenson |
| Mejor actor de reparto Presentado por: Celeste Holm Walter Huston – The Treasure of the Sierra Madre (El tesoro de Sierra Madre), como Howard - Charles Bickford – Belinda, como Black MacDonald - José Ferrer – Joan of Arc (Juana de Arco), como el Delfín, posteriormente Carlos VII de Francia - Oscar Homolka – I Remember Mama (Nunca la olvidaré), como el Tío Chris Halvorsen - Cecil Kellaway – The Luck of the Irish (El amor que tú me diste), como Horace | Mejor actriz de reparto Presentado por: Edmund Gwenn Claire Trevor – Key Largo (Cayo Largo), como Gaye Dawn - Barbara Bel Geddes – I Remember Mama (Nunca la olvidaré), como Katrin Hanson - Ellen Corby – I Remember Mama (Nunca la olvidaré), como la Tía Trina - Agnes Moorehead – Belinda, como Aggie MacDonald - Jean Simmons – Hamlet, como Ofelia |
| Mejor argumento Presentado por: Deborah Kerr The Search (Los ángeles perdidos) – Richard Schweizer y David Wechsler - Louisiana Story – Robert J. Flaherty y Frances Flaherty - The Naked City (La ciudad desnuda) – Malvin Wald - Red River (Río Rojo) – Borden Chase - The Red Shoes (Las zapatillas rojas) – Emeric Pressburger | Mejor guion Presentado por: Deborah Kerr The Treasure of the Sierra Madre (El tesoro de Sierra Madre) – John Huston; basado en la novela El tesoro de Sierra Madre de B. Traven - A Foreign Affair (Berlín Occidente/La mundana) – Charles Brackett, Billy Wilder y Richard L. Breen; a partir de una historia de David Shaw - The Snake Pit (Nido de víboras) – Frank Partos y Millen Brand; basado en la obra del mismo nombre de Mary Jane Ward - The Search (Los ángeles perdidos) – Richard Schweizer y David Wechsler - Belinda – Irma von Cube y Allen Vincent; basado en la obra homónima de Elmer Blaney Harris |
| Mejor cortometraje animado Presentado por: Jeanne Crain The Little Orphan – Fred Quimby - Mickey and the Seal – Walt Disney - Mouse Wreckers – Edward Selzer - Robin Hoodlum - Tea for Two Hundred – Walt Disney | |
| Mejor cortometraje - Un rollo Presentado por: Jeanne Crain Symphony of a City– Edmund H. Reek - Annie Was a Wonder – Herbert Moulton - Cinderella Horse – Gordon Hollingshead - So You Want to Be on the Radio – Gordon Hollingshead - You Can't Win – Pete Smith | Mejor cortometraje - Dos rollos Presentado por: Jeanne Crain Seal Island – Walt Disney - Calgary Stampede – Gordon Hollingshead - Going to Blazes – Herbert Morgan - Samba-Mania – Harry Grey - Snow Capers – Thomas Head |
| Mejor documental largo Presentado por: Ava Gardner The Secret Land – Orville O. Dull - The Quiet One – Janice Loeb | Mejor documental corto Presentado por: Ava Gardner Toward Independence - Heart to Heart - Operation Vittles |
| Mejor banda sonora de una película dramática o comedia Presentado por: Kathryn Grayson The Red Shoes (Las zapatillas rojas) – Brian Easdale - The Snake Pit (Nido de víboras) – Alfred Newman - Belinda – Max Steiner - Joan of Arc (Juana de Arco) – Hugo Friedhofer - Hamlet – William Walton | Mejor orquestación de una película musical Presentado por: Kathryn Grayson Easter Parade (Desfile de pascua) – John Green y Roger Edens - Romance on the High Seas (Romanza en alta mar) – Ray Heindorf - The Emperor Waltz (El vals del emperador) – Victor Young - When My Baby Smiles at Me – Alfred Newman - El pirata – Lennie Hayton |
| Mejor canción original Presentado por: Kathryn Grayson «Buttons and Bows» de The Paleface (Rostro pálido) – Letra y música: Ray Evans y Jay Livingston - «For Every Man There's a Woman» de Casbah – Música: Harold Arlen; Letra: Leo Robin - «It's Magic» de Romance on the High Seas (Romanza en alta mar) – Música: Jule Styne; Letra: Sammy Cahn - «This Is the Moment» de That Lady in Ermine (La dama del armiño) – Música: Frederick Hollander; Letra: Leo Robin - «The Woody Woodpecker Song» de Wet Blanket Policy – Letra y música: Ramey Idriss y George Tibbles | Mejor sonido Presentado por: Ann Blyth The Snake Pit (Nido de víboras) – Thomas T. Moulton - Moonrise – Daniel J. Bloomberg - Belinda – Nathan Levinson |
| Mejor fotografía - Blanco y negro Presentado por: Robert Ryan The Naked City (La ciudad desnuda) – William Daniels - Belinda – Ted McCord - A Foreign Affair (Berlín Occidente/La mundana) – Charles Lang - Portrait of Jennie (Jennie/El retrato de Jennie) – Joseph H. August - I Remember Mama (Nunca la olvidaré) – Nicholas Musuraca | Mejor fotografía - Color Presentado por: Robert Ryan Joan of Arc (Juana de Arco) – Joseph Valentine, William Skall y Winton Hoch - Green Grass of Wyoming (Los verdes pastos de Wyoming) – Charles G. Clarke - The Three Musketeers (Los tres mosqueteros) – Robert Planck - The Loves of Carmen (Los amores de Carmen) – William Snyder |
| Mejor dirección de arte - Blanco y negro Presentado por: Arlene Dahl Hamlet – Dirección de arte: Roger Furse; Decorados: Carmen Dillon - Belinda – Dirección de arte: Robert M. Haas; Decorados: William O. Wallace | Mejor dirección de arte - Color Presentado por: Arlene Dahl The Red Shoes (Las zapatillas rojas) – Dirección de arte: Hein Heckroth; Decorados: Arthur Lawson - Joan of Arc (Juana de Arco) – Dirección de arte: Richard Day; Decorados: Edwin Casey Roberts y Joseph Kish |
| Mejor diseño de vestuario - Blanco y negro Presentado por: Elizabeth Taylor Hamlet – Roger Furse - B.F.'s Daughter (La rebelde) – Irene Lentz | Mejor diseño de vestuario - Color Presentado por: Elizabeth Taylor Joan of Arc (Juana de Arco) – Dorothy Jeakins y Barbara Karinska - The Emperor Waltz (El vals del emperador) – Edith Head y Gile Steele |
| Mejor montaje Presentado por: Wendell Corey The Naked City (La ciudad desnuda) – Paul Weatherwax - Belinda – David Weisbart - The Red Shoes (Las zapatillas rojas) – Reginald Mills - Red River (Río Rojo) – Christian Nyby - Joan of Arc (Juana de Arco) – Frank Sullivan | Mejores efectos especiales Presentado por: Glenn Ford Portrait of Jennie (Jennie/El retrato de Jennie) – Paul Eagler, J. McMillan Johnson, Russell Shearman y Clarence Slifer; Efectos especiales sonoros de Charles L. Freeman y James G. Stewart - Deep Waters (Sombras en el mar) – Ralph Hammeras, Fred Sersen y Edward Snyder; Efectos especiales sonoros de Roger Heman Sr |

### Óscar honorífico
- Mejor película de habla no inglesa: Monsieur Vincent de Maurice Cloche (Francia)
- Sid Grauman, maestro del espectáculo.
- Adolph Zukor, por sus servicios al cine durante 40 años.
- Walter Wanger, por su talante y capacidad al producir "Juana de Arco".
- Ivan Jandl, mejor intérprete infantil en "Los ángeles perdidos".

## Premios y nominaciones múltiples
| Película                                                     | Nominaciones | Premios |
| ------------------------------------------------------------ | ------------ | ------- |
| Hamlet                                                       | 7            | 4       |
| The Treasure of the Sierra Madre (El tesoro de Sierra Madre) | 4            | 3       |
| Joan of Arc (Juana de Arco)                                  | 7            | 2       |
| The Red Shoes (Las zapatillas rojas)                         | 5            | 2       |
| The Naked City (La ciudad desnuda)                           | 3            | 2       |
| Belinda                                                      | 12           | 1       |
| The Snake Pit (Nido de víboras)                              | 6            | 1       |
| The Search (Los ángeles perdidos)                            | 4            | 1       |
| Portrait of Jennie (Jennie/El retrato de Jennie)             | 2            | 1       |
| Key Largo (Cayo Largo)                                       | 1            | 1       |
| Easter Parade (Desfile de pascua)                            | 1            | 1       |
| The Paleface (Rostro pálido)                                 | 1            | 1       |
| Monsieur Vincent                                             | 1            | 1       |
| I Remember Mama (Nunca la olvidaré)                          | 5            | 0       |
| A Foreign Affair (Berlín Occidente/La mundana)               | 2            | 0       |
| When My Baby Smiles at Me                                    | 2            | 0       |
| Red River (Río Rojo)                                         | 2            | 0       |
| Romance on the High Seas (Romanza en alta mar)               | 2            | 0       |
| The Emperor Waltz (El vals del emperador)                    | 2            | 0       |